# Люлка
Лю́лка (болг. Люлка) — село в Смолянській області Болгарії. Входить до складу общини Смолян.

## Населення
За даними перепису населення 2011 року у селі проживали 16 осіб.
Розподіл населення за віком у 2011 році:
Динаміка населення: